# Messapo
Messapo foi o nono rei de Sicião segundo Eusébio de Cesareia e Jerônimo de Estridão, sucessor de Leucipo e antecessor de Erato; Eusébio atribui esta lista a Castor de Rodes. Pelos cálculos de Jerônimo, ele reinou de 1763 a 1716 a.C., e no sétimo ano do seu reinado (1757 a.C.) ocorreu o dilúvio. Este rei não é mencionado por Pausânias.
Segundo Estrabão, o Monte Messápio e a Messápia, na Anthedonia, Beócia, Grécia, derivam seus nomes de Messapo.